# Coenosia bilineella
Coenosia bilineella este o specie de muște din genul Coenosia, familia Muscidae. A fost descrisă pentru prima dată de Zetterstedt în anul 1838. Conform Catalogue of Life specia Coenosia bilineella nu are subspecii cunoscute.